# Rumia
Rumiaⓘ (em cassúbio: Rëmiô, em alemão: Rahmel) é uma cidade no norte da Polônia. Pertence à voivodia da Pomerânia, no condado de Wejherowo, no rio Zagórska Struga. Com as cidades de Wejherowo e Reda, ela forma um complexo de três cidades chamado Pequena Tricidade da Cassúbia.
A aldeia de ducado estava localizada na segunda metade do século XVI no condado de Puck, na voivodia da Pomerânia. Entre 1945 e 1975, a cidade pertenceu administrativamente à chamada voivodia de Gdansk Grande e, entre 1975 e 1998, à chamada voivodia de Gdansk Pequena.
Estende-se por uma área de 30,1 km², com 53 585 habitantes, segundo o censo de 31 de dezembro de 2024, com uma densidade populacional de 1 783 hab./km². É a maior cidade polonesa que não é sede de condado e a maior cidade em termos de população no condado de Wejherowo.

## Estrutura da área
Segundo dados de 2023, Rumia tem uma área de 30,1 km², incluindo:
- Terras agrícolas: 26%
- Terras florestais: 44%

A cidade representa 2,34% da área do condado.

### Comunas vizinhas
Gdynia, Kosakowo, Puck, Reda, Wejherowo.

## História
- Século VI-IV a.C. — assentamento (escavações) que data do início da Idade do Ferro.
- 1223/1224 — primeira menção em um documento sem data[5] no qual o duque da Pomerânia, Swietopełk, concede a vila de Rumina à abadia cisterciense de Oliwa. O mosteiro permanece em sua posse até 1772.
- 1870 — a ferrovia é introduzida.
- 1892 — a vila tem, com a mansão, 932 habitantes. 728 cassúbios (709 católicos e 19 evangélicos), 201 alemães (15 católicos e 186 evangélicos) e 3 judeus.[6]
- 1913 — há 5 grandes proprietários de terras no vilarejo: Albert Dodenhoeft, A.Gerlach, Kurt Gerlach, Josef Kreft e Leo Kreft. Três estalajadeiros: Stanislaus Baranowski, Wilhelm Bombel e Sra. Markowz. O moinho e a serraria são de propriedade de R.H. Kuel, e a outra serraria é administrada por Franz Stalinski. Há duas empresas de construção administradas por Franz Rosinke e Theodor Schloss. Há 3 açougueiros no vilarejo: Jul. Bartz, Jul. Klawikowski e a Sra. L. Buszkiewicz. Há também dois ferreiros, Adolf Gillmann e Jul. Reinke, dois alfaiates, Johaness Frochmeyer e Paul Leihe, dois sapateiros, Adam Klebba e Rudolf Schroeder. Há também um vidraceiro, Michael Bladowski e um cabeleireiro Hans Rohde. O carpinteiro de rodas é J. Dawidowski. Há lojas de construção, metal, armarinhos, roupas, porcelana e artigos de lã.[7]
- 10 de fevereiro de 1920 — entrada do exército polonês.
- 1939 — dois mil soldados poloneses são mortos em batalhas defensivas. Em 9-11 de setembro, soldados do 322.º Regimento de Infantaria do exército alemão matam 21 prisioneiros de guerra poloneses em Biała Rzeka (um assentamento de Rumi).[8]
- 1939–1945 — ocupação alemã de Rumia. A rua Jana III Sobieskiego é alterada para rua Adolf Hitler.[9]
- 13–27 de março de 1945 — defesa alemã na Colina Markowiec.
- 1945 — 4500 soldados poloneses e soviéticos são mortos em batalhas contra o exército alemão.
- 1954 — direitos municipais — a cidade foi criada com a fusão dos vilarejos de Rumia, Zagórze, Biała Rzeka, Szmelta e Janowo.
- 1 de janeiro de 2001 — incorporação à cidade da vila de Kazimierz da comuna de Kosakowo[10] (decisão revertida alguns meses depois).

## Episódio da aviação
Entre 1928 e 1931, a propriedade fundiária pertencente a Dmitri Andault de Langeron, que já foi uma mansão cisterciense, foi loteada. Assim, as autoridades municipais obtiveram 280 hectares de terra. Parte dela foi adquirida por fazendeiros locais e o restante foi usado para construir um aeroporto. Em agosto de 1931, o Aeroclube de Gdansk, impossibilitado de usar o aeroporto de Gdansk-Wrzeszcz, estabeleceu um centro de treinamento e a sede do clube em Rumia. No período inicial, foram usados aviões do tipo PZL.5. Em 1932, foi tomada a decisão de construir um campo de pouso em Rumia. Em 1 de maio de 1935, na extensão da rua Żwirki i Wigury, foi inaugurado um aeroporto civil em Gdynia (“Aeroporto de Gdynia em Rumia-Zagórze”), que foi ampliado sucessivamente nos anos seguintes. Após a construção do prédio da estação em 1936 (com um volume de cerca de 12.000 m³, revestido de mármore rosa, com a agência postal Gdynia 1 - Aeroporto), foram feitas conexões para Varsóvia, no período inicial via Gdansk. A partir de 1939, houve conexões para Copenhague e Veneza; linhas anteriores Gdynia — Roma e Gdynia — Budapeste — Belgrado foram abertas. Em 1937, o aeroporto recebeu cerca de três mil passageiros. Uma conexão permanente com Gdansk também foi mantida com aeronaves do tipo Fokker F-VII/1M. Antes do início da guerra, o aeroporto tinha duas pistas de pouso com grama (cerca de 1300 m de comprimento cada) e dois hangares de construção curva (40 x 50,6 m de tamanho). O aeródromo de reserva era uma pista de pouso na propriedade de Nowe Obłuże, atualmente Gdynia Babie Doły, o atual Aeroporto de Gdynia-Kosakowo. Aeronaves dos tipos Lockheed L-10A Electra e L-14H Super Electra importadas dos Estados Unidos para a LOT Polish Airlines também foram instaladas no aeroporto, assim como as aeronaves da companhia aérea iugoslava Aeroput e da romena Lares. A partir de 1932, o aeródromo de Rumia também foi uma base para o Esquadrão Aéreo da Marinha de Puck. Em 1939, durante uma cerimônia patriótica, o convidado do aeroporto foi o coronel Stanisław Dąbek.

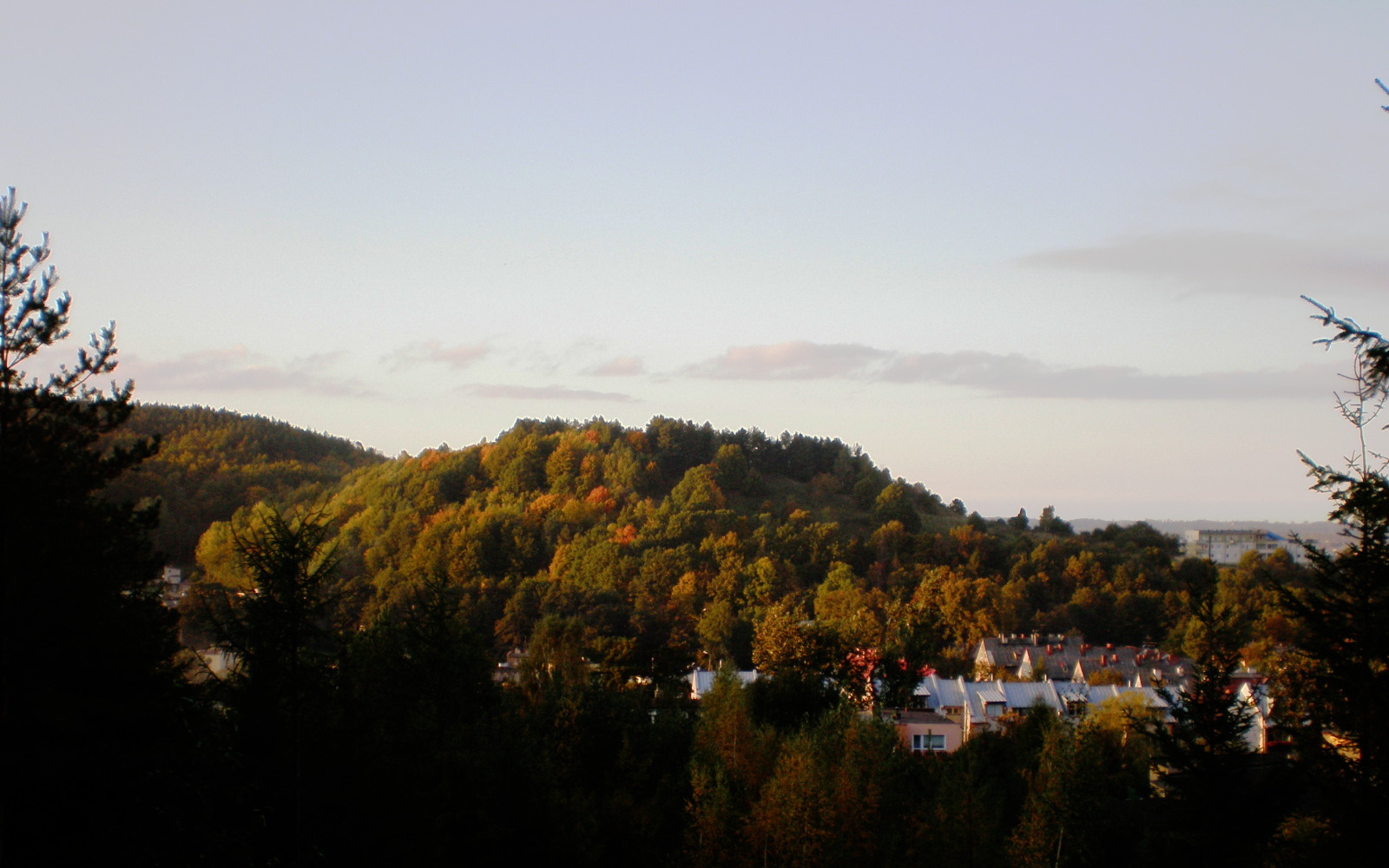
Colina Markowiec — durante a ocupação, uma posição de radar e de armas antiaéreas

Durante a ocupação alemã em 1941–1942, os alemães expandiram o aeroporto local, que, juntamente com as instalações de aviação de Puck, formou o Complexo do Aeródromo de Gdynia. As instalações desempenhavam funções auxiliares e forneciam instalações para fábricas que produziam peças de aeronaves — os alemães continuaram a produzir aeronaves para a Luftwaffe alemã, uma fábrica existia em Zagórz — Gemeinschaftslager-Flugzeugwerk-Kurt-Kannenberg (depois de 1945, a área pós-fábrica foi ocupada pela Rumskie Zakłady Garbarskie, atualmente a Galeria Rumia está localizada aqui), as fábricas restantes estavam localizadas em Gdynia. Prisioneiros de guerra trabalhavam nessas fábricas; vários campos de trabalho funcionaram na área da atual Rumia durante a ocupação, incluindo a fábrica de Zagórz mencionada acima. Aviões de combate do tipo Focke-Wulf Fw 190, bombardeiros Heinkel He 111 e Junkers Ju 288 foram fabricados nesse local. Na Colina Markowiec, os alemães instalaram uma estação de radar antiaéreo Würzburg FuMG 62, uma bateria de quatro canhões antiaéreos de 105 mm, um canhão de 20 mm com acoplamento quádruplo e um telêmetro de artilharia. Os vestígios dessas instalações ainda são visíveis hoje. Em março de 1945, como resultado da ação das minas alemãs e do subsequente bombardeio dos Aliados, o aeródromo foi destruído e desativado nos anos do pós-guerra. Um conjunto habitacional foi construído em seu lugar. Nos últimos anos, os remanescentes do aeródromo de Rumia foram destruídos (um exemplo é o abrigo-armazém na rua Tysiąclecia), na interseção das ruas Sędzickiego e Żwirki i Wigury, um abrigo terrestre de um homem — um posto de observação — foi preservado, atualmente usado como um posto de anúncio. Na extensão da rua I Dywizja Wojska Polskiego, sob o vilarejo de Kazimierz, há um remanescente da seção da estrada do aeródromo (DOL), juntamente com um posto. Um objeto associado ao campo de aviação naval em Babi Doły.

## Distritos de Rumia

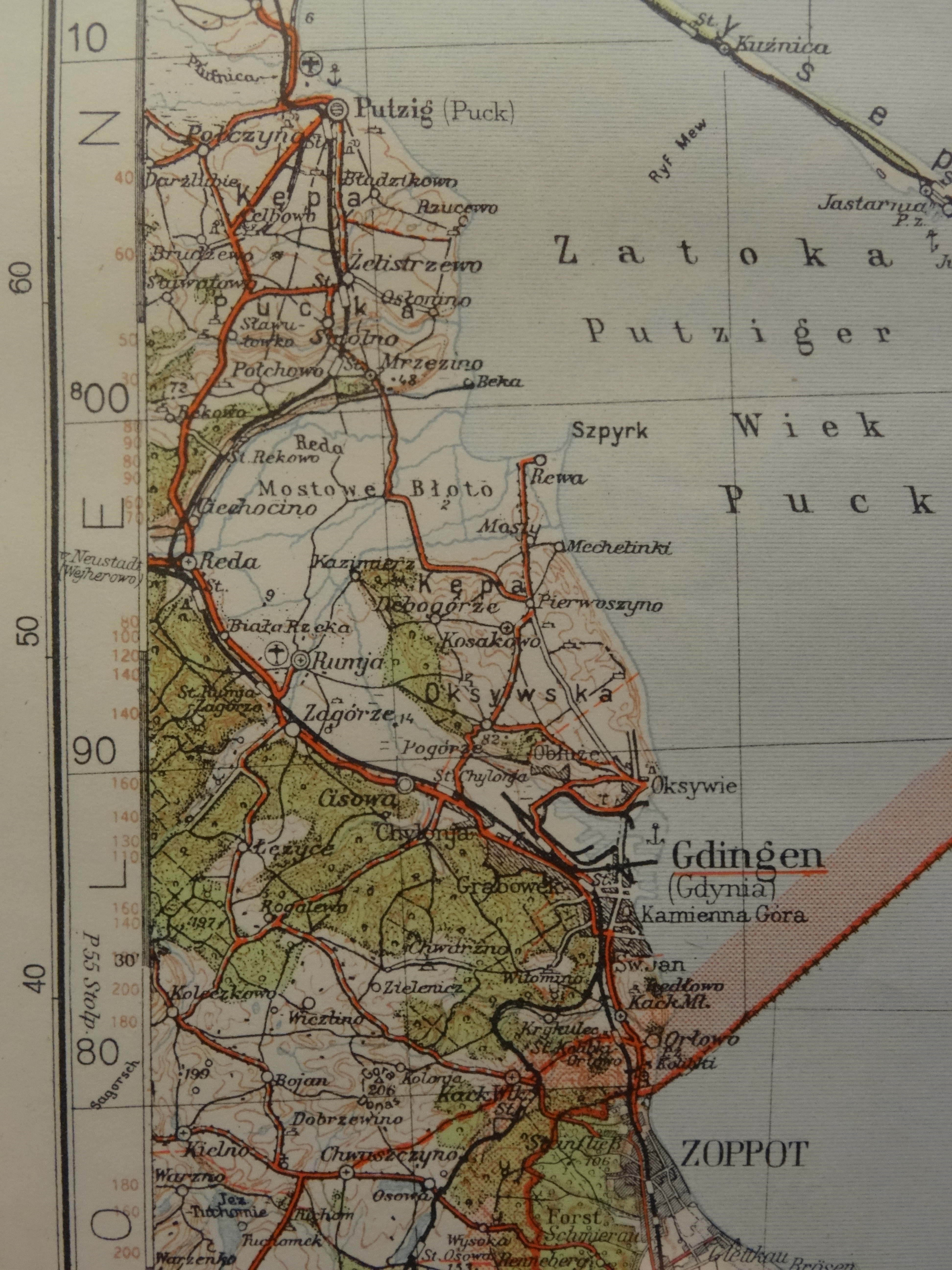
Rumia em um mapa da polícia alemã, antes de 1939

Rumia não é dividida administrativamente em distritos. Rumia foi formada pela fusão de vários vilarejos e seus nomes costumam funcionar como os nomes dos distritos e assentamentos da cidade:
- Biała Rzeka
- Janowo
- Lotnisko
- Stara Piła
- Stara Rumia
- Szmelta
- Zagórze

## Demografia
Conforme os dados do Escritório Central de Estatística da Polônia (GUS) de 31 de dezembro de 2024, Rumia é uma cidade pequena com uma população de 53 585 habitantes (5.º lugar na voivodia da Pomerânia e 77.º na Polônia), tem uma área de 30,1 km² (9.º lugar na voivodia da Pomerânia e 186.º lugar na Polônia) e uma densidade populacional de 1 783 hab./km² (11.º lugar na voivodia da Pomerânia e 79.º lugar na Polônia). Entre 2002–2024, o número de habitantes aumentou 21,8%.
Os habitantes de Rumia constituem cerca de 23,27% da população do condado de Wejherowo, constituindo 2,27% da população da voivodia da Pomerânia.
| Descrição                         | Total      | Total    | Mulheres   | Mulheres | Homens     | Homens   |
| --------------------------------- | ---------- | -------- | ---------- | -------- | ---------- | -------- |
| unidade                           | habitantes | %        | habitantes | %        | habitantes | %        |
| população                         | 53 585     | 100      | 27 669     | 51,6     | 25 916     | 48,4     |
| área                              | 30,1 km²   | 30,1 km² | 30,1 km²   | 30,1 km² | 30,1 km²   | 30,1 km² |
| densidade populacional (hab./km²) | 1 783      | 1 783    | 920,0      | 920,0    | 863,0      | 863,0    |

## Monumentos históricos

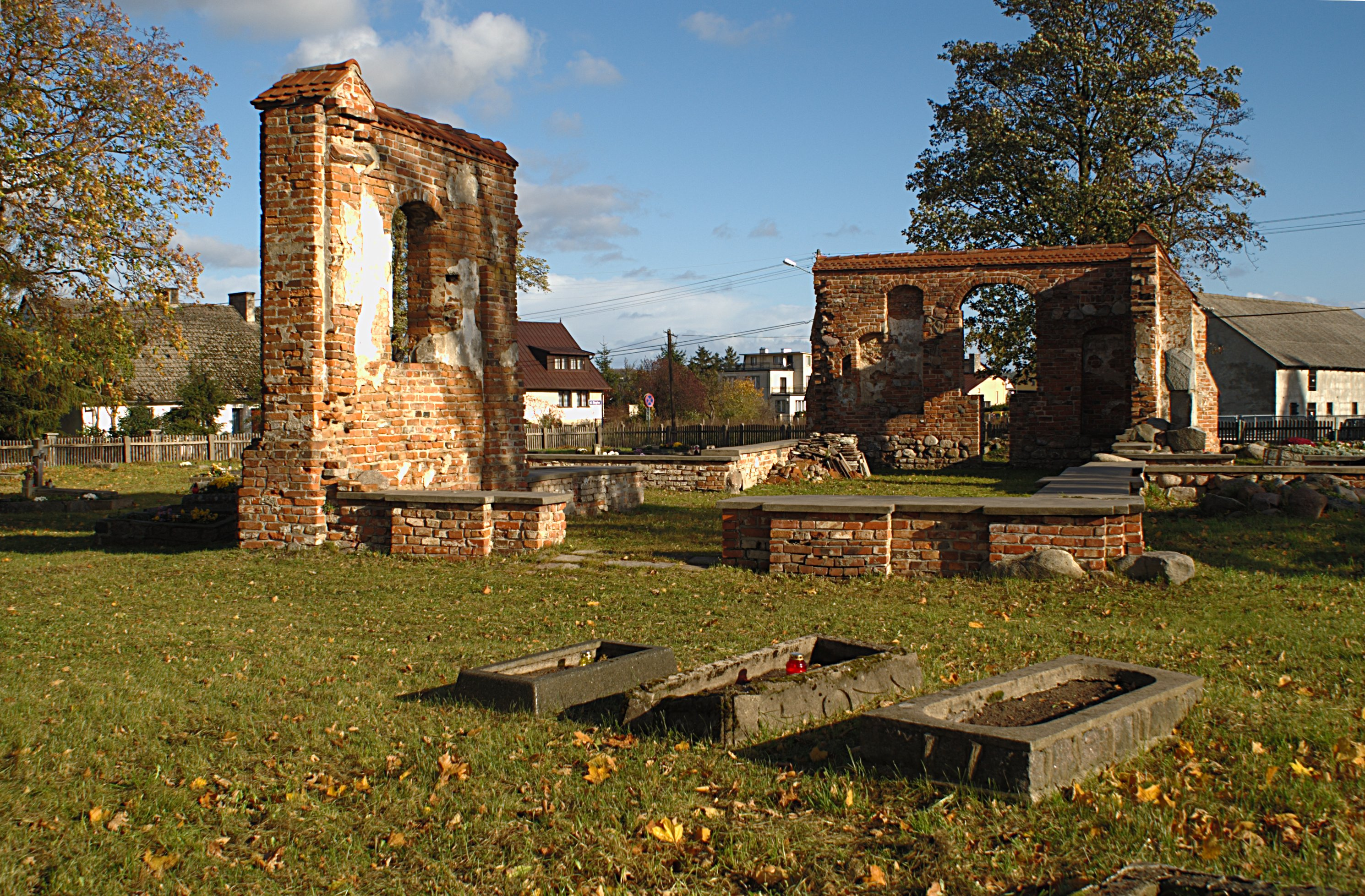
Ruínas da Igreja da Santa Cruz

Os monumentos legalmente protegidos são:
- Cemitério católico romano, rua ChurchKościelna 19, 1538 / 2.ª metade do século XIX
- Ruínas da igreja da Santa Cruz.

Fora do registro de monumentos históricos está uma casa senhorial de dois andares, com 200 anos, em estilo classicista da virada dos séculos XVIII/XIX, localizada na rua Mickiewicza, 19, em um parque às margens do rio Zagórska Struga - atualmente a sede da casa municipal de cultura fundada em 1963 (a chamada Dworek Pod Lipami).

## Economia

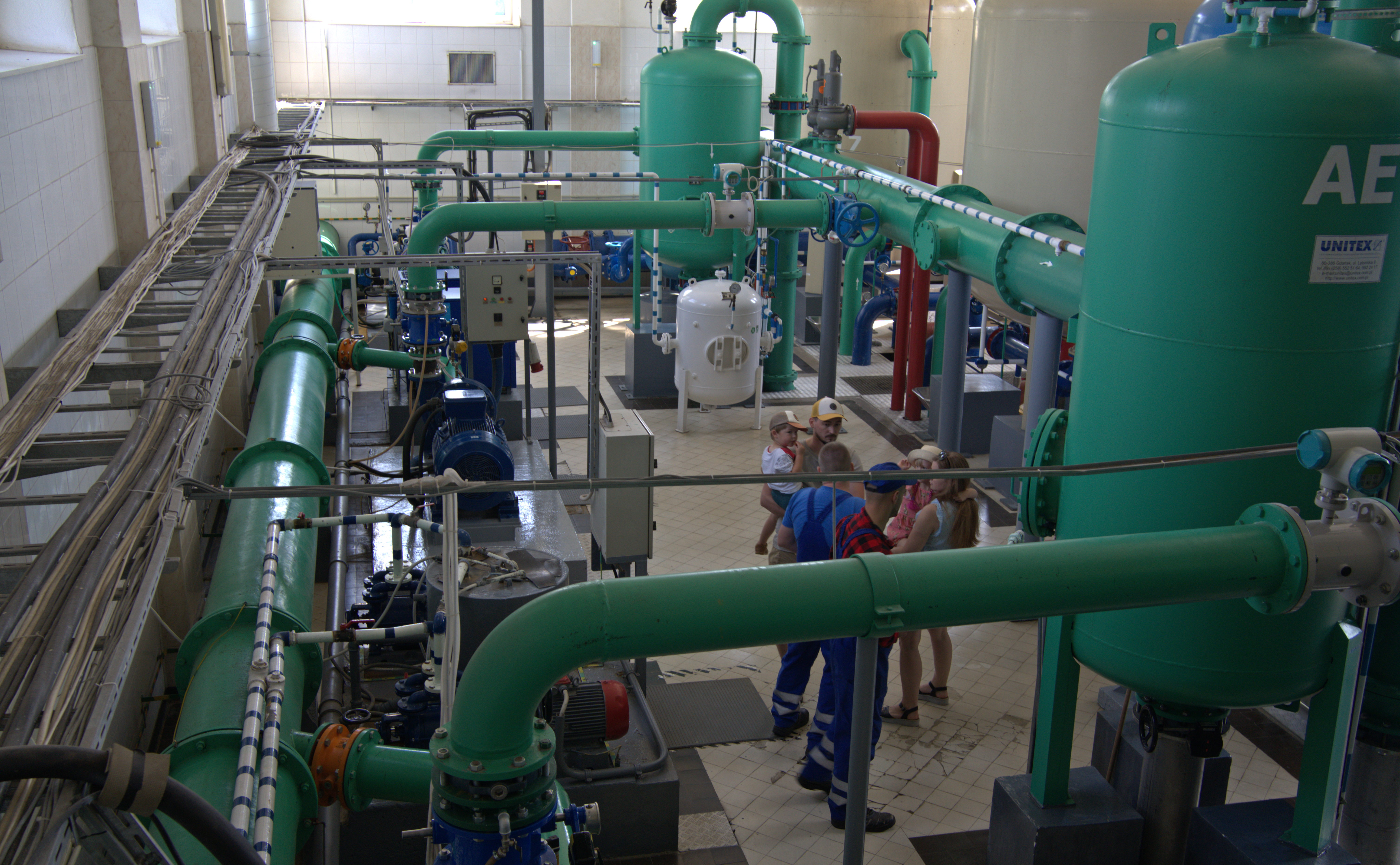
Estação de tratamento de água para Gdynia

Em 31 de dezembro de 2022, a Rumia tinha 5,4% de sua população desempregada.

### Principais instalações industriais
- Fábrica de caldeiras FAKO SA em Janów[22]
- RLS em Zagórze (parte do grupo do Estaleiro de Reparos em Gdansk)
- Fábrica de móveis estofados “Meblomak” em Janów[23]
- Fábrica de fios “Amanda” em Janów[24]
- Grupo de Capital “Rubo” em Janów, produção e serviço de andaimes[25]

### Principais estabelecimentos comerciais e alimentícios
- Fábrica de carnes “Kummer” em Rumia
- Fábrica de torrefação de café “Darboven Poland” em Janów
- Centros comerciais “Port Rumia”[26] em Biała Rzeka, perto da fronteira com Reda, e Galeria Rumia em Zagórze
- Restaurantes das redes McDonald's e KFC
- Castorama
- Leroy Merlin

## Transporte

### Estradas nacionais e provinciais
A estrada provincial n.º 468 (ruas Jana III Sobieskiego e Grunwaldzka, pistas duplas) passa por Rumia; anteriormente, uma seção da estrada nacional n.º 6 passava por aqui, mas após a conclusão da rota Cassúbia, ela perdeu sua designação como estrada nacional.
Até recentemente, a estrada provincial n.º 100 (ruas Starowiejska e I Dywizji Wojska Polskiego, de uma pista) começava sua rota aqui; no entanto, depois que a estrada foi assumida pelas autoridades do condado de Puck, o conselho do condado resolveu que a estrada fosse privada de sua categoria de estrada de condado.

### Transporte público

#### Trens
Os trens passam por Rumia nas linhas ferroviárias n.º 202, n.º 228 e n.º 250. Os passageiros podem usar 2 estações:

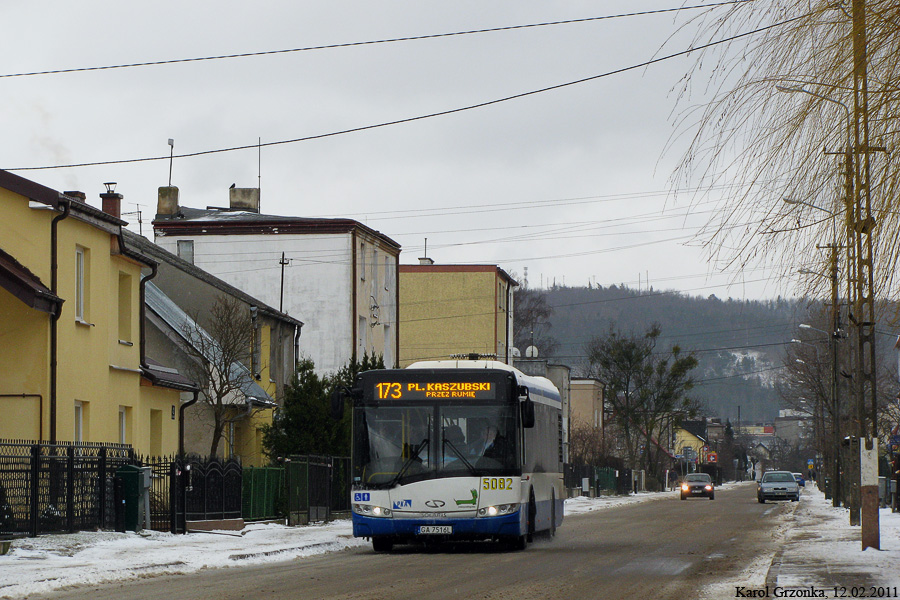
Ônibus da ZKM Gdynia passando na rua Hieronima Derdowskiego

| Nome         | Imagem | Linhas ferroviárias            | Tipo de transporte                                                            | Número de passageiros por dia |
| ------------ | ------ | ------------------------------ | ----------------------------------------------------------------------------- | ----------------------------- |
| Rumia        |        | Linhas n.º 202 n.º 228 n.º 250 | Ferrovias Estatais Polonesas Polregio Ferrovia Urbana Rápida PKP na Tricidade | aprox. 10 700                 |
| Rumia Janowo |        | Linha n.º 250                  | Ferrovia Urbana Rápida PKP na Tricidade                                       | aprox. 1500–2000              |

#### Ônibus municipais
Em Rumia, o transporte público em nome do município de Rumia é operado pela ZKM Gdynia. Os ônibus da MZK Wejherowo (operando em nome do município de Reda) passam por Rumia. Os alunos com endereço residencial em Rumia têm direito a viagens gratuitas dentro da cidade somente nos ônibus da ZKM Gdynia.

#### Ônibus regionais
Atualmente, há três linhas que passam por Rumia, organizadas pela PKS Gdynia: 650 de Gdynia para Karwia, 651 de Gdansk para Karwia (mas não para em Rumia) e 656 de Rumia para Puck.

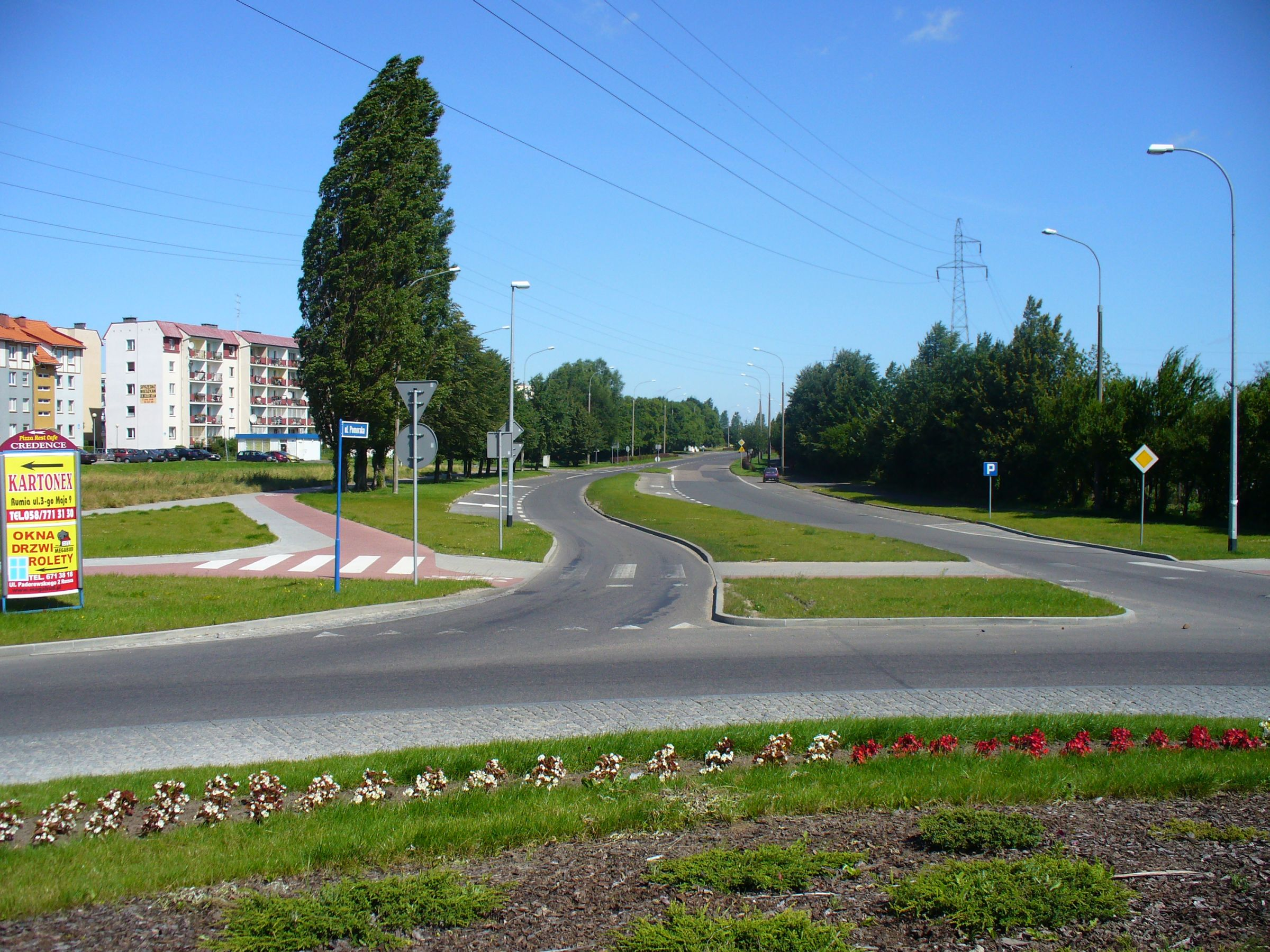
Rua Pomorska
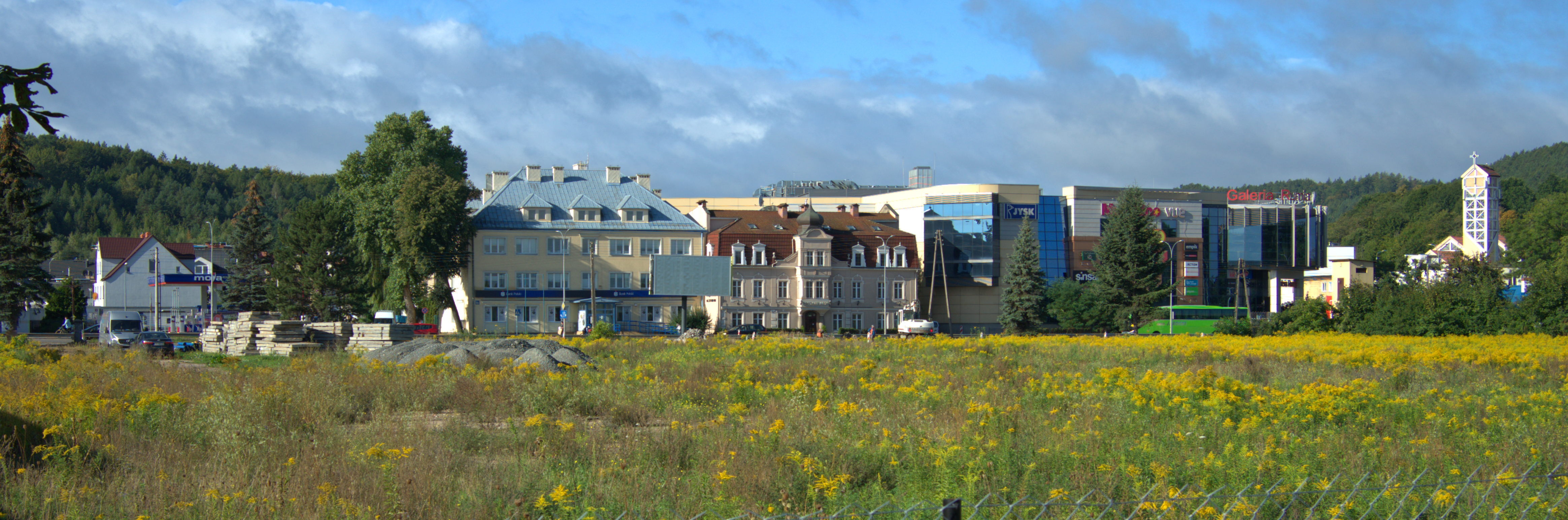
Rua Sobieskiego
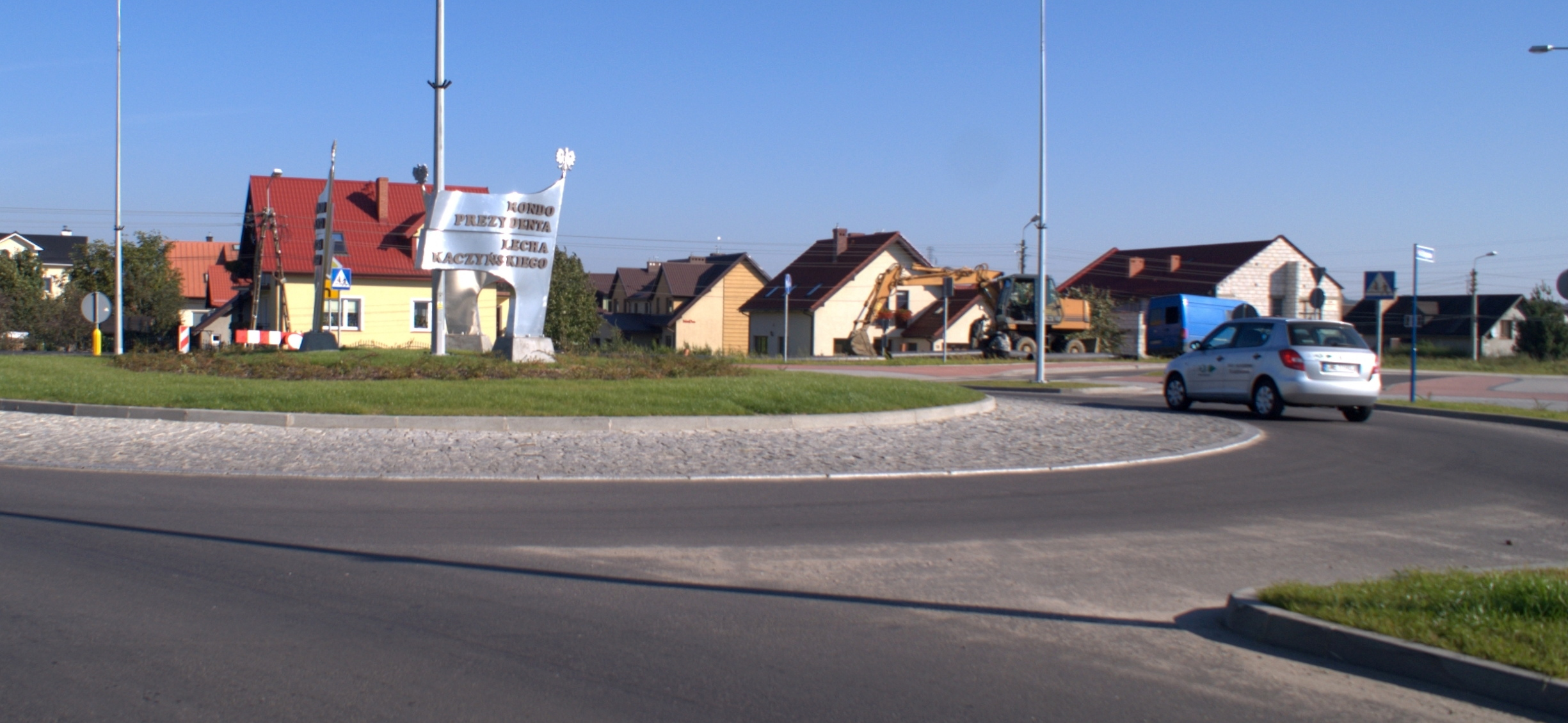
Rotatória Presidente Lech Kaczyński, no cruzamento das ruas Gdańska e Dębogórska
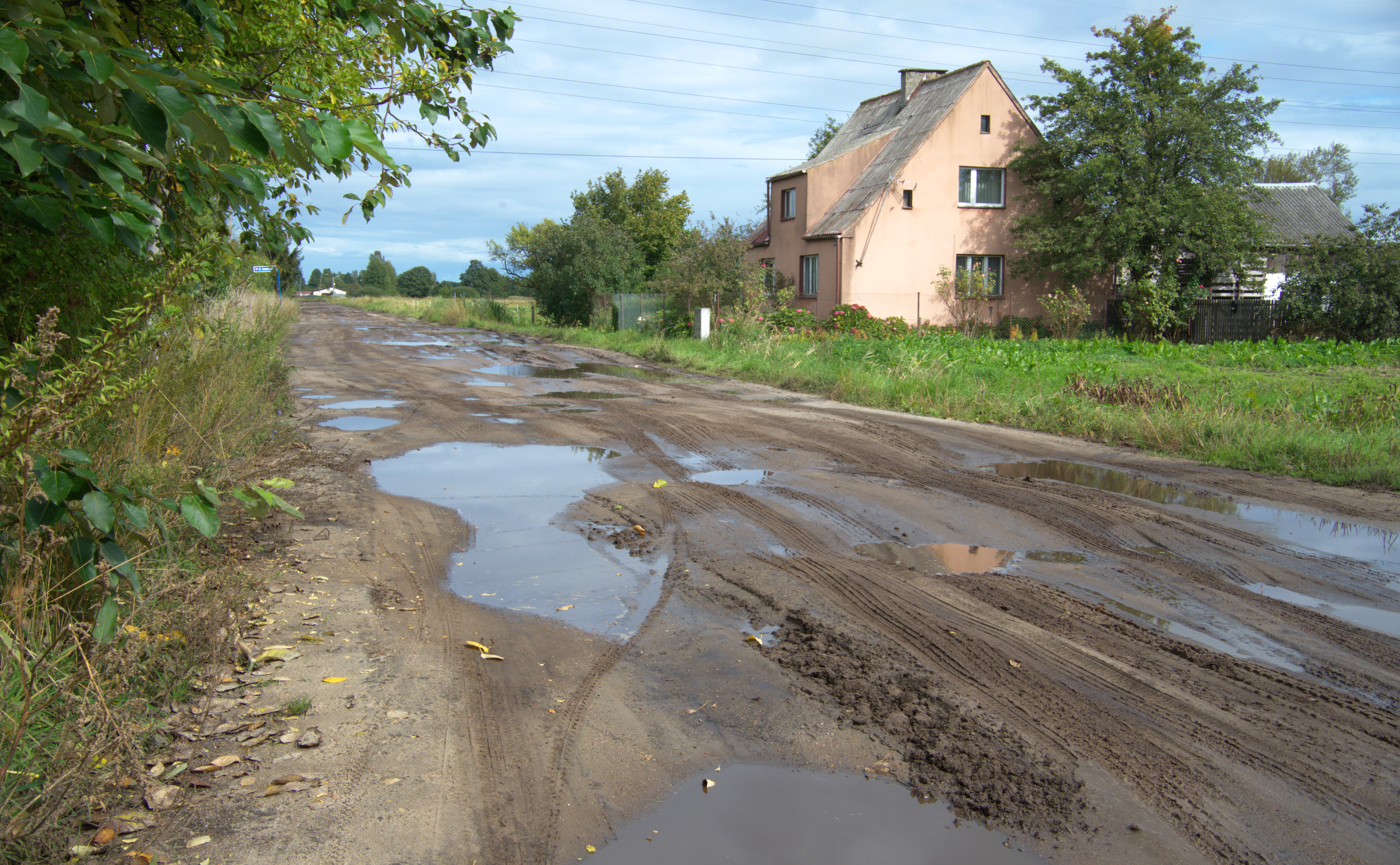
Rua Różana

## Meios de comunicação
- Rádio Kaszëbë
- “Goniec Rumski” – suplemento do “Polski – Dziennik Bałtycki”
- Portal “Rumia NaszeMiasto”[32]
- “Gazeta Rumska”[33]
- “Rádio Norda FM”[34]
- Blog Tymczasem[35]

## Educação
Escolas primárias:

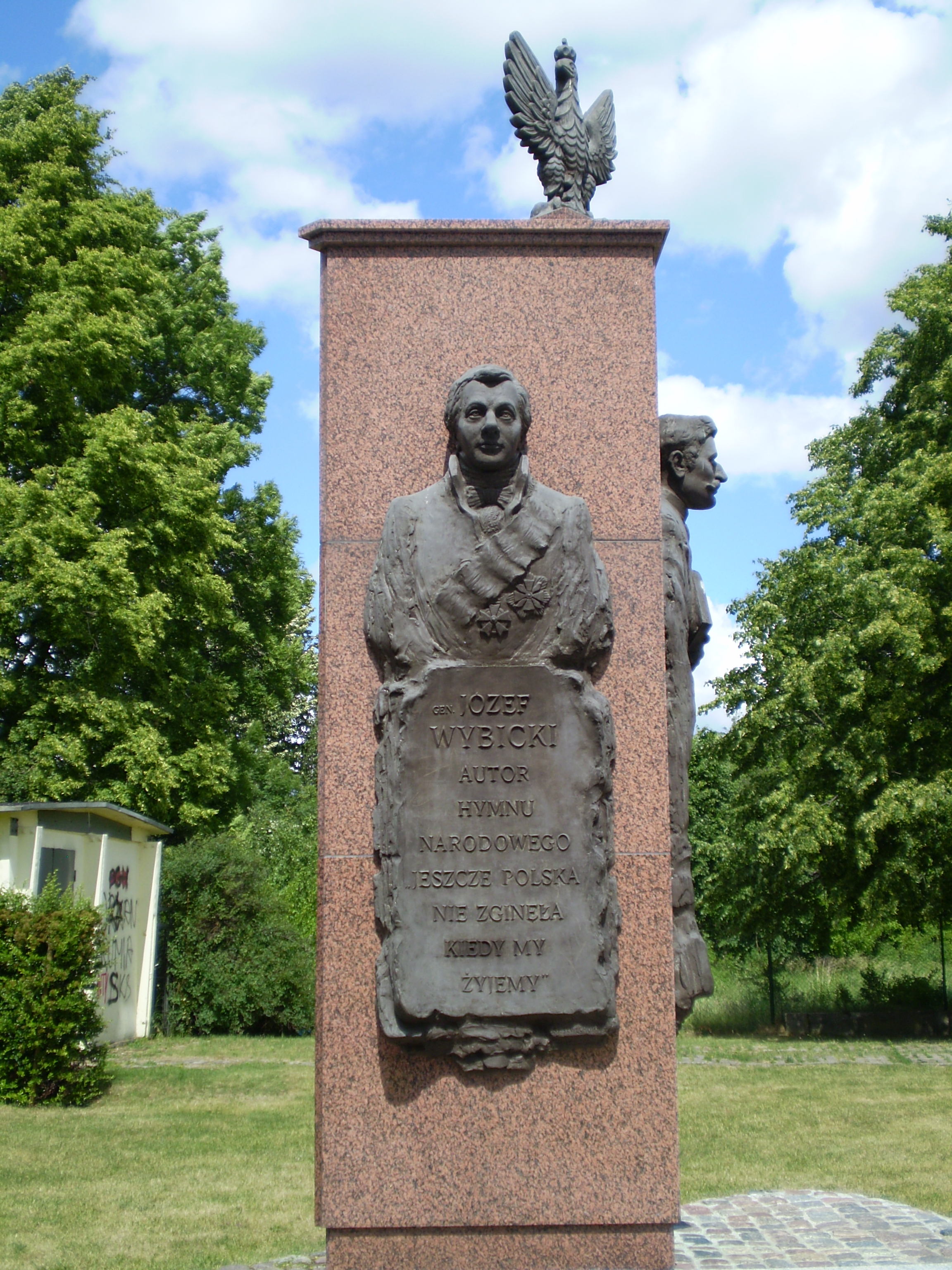
Monumento a Józef Wybicki — o autor do hino nacional

- Escola primária n.º 1 Józef Wybicki, rua Kościelna 6[36]
- Escola primária n.º 8 padre Stanisław Ormiński, rua Marii Rodziewiczówny 10[37]
- Escola primária n.º 6 Aleksander Majkowski, rua Henryka Sienkiewicza 30[38]
- Escola primária n.º 9 Capitão żeglugi wielkiej Karola Olgierda Borchardta, rua Stoczniowców 6[39]
- Escola primária n.º 4 Janusza Korczaka, rua Świętojańska 11[40]
- Escola primária n.º 10 Jan Brzechwa, rua Górnicza 19[41]
- Escola primária n.º 7 Karol Wojtyła, rua Batorego 29[42]
- Escola primária pública da Sagrada Família das Irmãs Salesianas em Rumia, rua Floriana Ceynowy 24[43]
- Escola da Comunidade Ecológica, rua Kujawska 8A[44]
- Escola primária salesiana São Domingos Sávio, rua Świętojańska 1[45]
- Escola primária KREATYWNI, rua Stoczniowców 23[46]

Escolas secundárias:
- Escola secundária n.º 2 Józef Teodor Konrad Korzeniowski, rua Stoczniówcy 6[47]
- Escola secundária salesiana São João Bosco, rua Świętojańska 1[48]
- Complexo de escolas secundárias n.º 1, rua Starowiejska 4[49]
- Escola secundária n.º 1 dos Duques da Pomerânia, rua Starowiejska 4[50]
- Escola secundária geral para adultos
- Complexo da escola secundária n.º 2 Hippolyte Roszczynialski, rua Grunwaldzka 57[51]
- Escola profissionalizante básica

## Esporte
- EDF Wybrzeże APS TPS Rumia — voleibol feminino[52]
- “Siódemka” Rumia — Orientação BnO[53]
- Clube de rúgbi Arka Rumia[54]
- Futebol masculino — Orkan Rumia[55]
- SALOS Rumia – futebol masculino
- Rumia Ladies Academy – futebol feminino
- Futebol masculino — OKS Janowo[56]
- R.F.T.R. (Rumski Freeridowy Team Rowerowy) clube de ciclismo radical[57]
- RKS Rumia (Clube Esportivo Rumski) — atletismo[58]
- RKS Janowo (Clube Esportivo Rumski) — futebol
- Tri-Team Rumia — triatlo e natação[59]
- KJF “Spin On Rolls” Rumia — patinação artística[60]

## Comunidades religiosas

### Igreja Católica Romana
Paróquias: há 5 paróquias na cidade, que fazem parte da forania de Reda:
- Paróquia dos Bem-aventurados Edmund Bojanowski e Santo Antônio de Pádua em Biała Rzeka.[61]
- Paróquia de São João Câncio em Janów[62]
- Paróquia da Bem-aventurada Virgem Maria Auxiliadora dos Cristãos[63]
- Paróquia da Exaltação da Santa Cruz em Stara Rumia[64]
- Paróquia de São José e São Judas Tadeu em Zagórze[65]

Casas religiosas:
- Casa religiosa das Irmãs da Ressurreição
- Casas religiosas da Sociedade Salesiana (Salesianos)
- Casa Religiosa das Filhas de Maria Auxiliadora (Salesianos)

### Igrejas protestantes
- Igreja da Comunidade Cristã da Jordânia[59]

### Testemunhas de Jeová
- Congregação de Rumia ( Salão do Reino, rua Mickiewicza 33)

### Budismo
- Associação Budista do Caminho do Diamante da linhagem Karma Kagyu[66]

### Igreja evangélica
- Igreja Evangélica em Rumia — uma igreja neogótica construída entre 1858 e 1859 em Rumia. Consagrada em 24 de julho de 1859, sofreu danos significativos durante a Segunda Guerra Mundial. Após a guerra, a igreja foi demolida e parcialmente adaptada como um ginásio da escola primária n.º 1. Havia um cemitério evangélico e uma escola ao lado da igreja.

Igrejas de Rumia
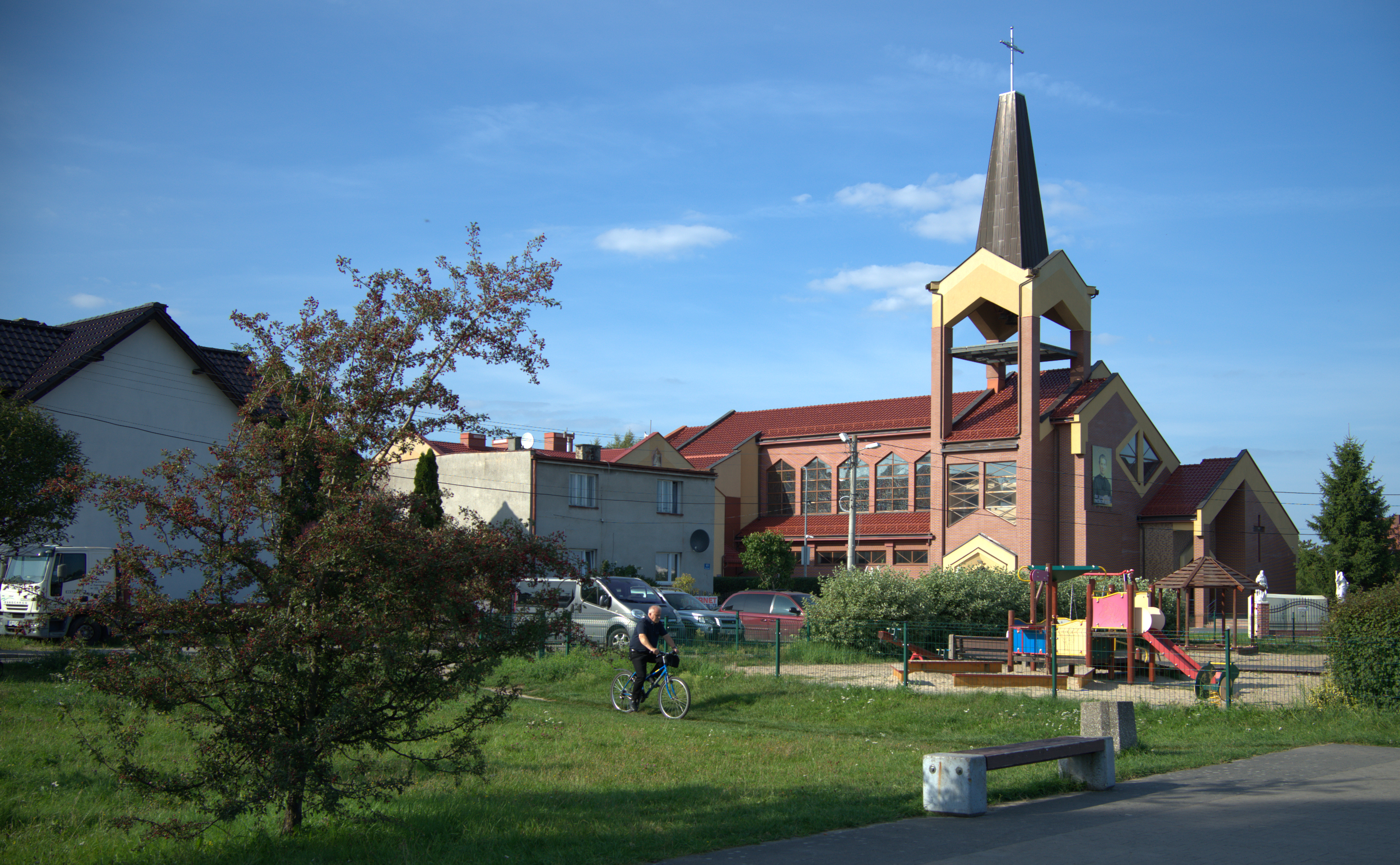
Igreja dos Bem-aventurados Edmund Bojanowski e Santo Antônio de Pádua em Biała Rzeka
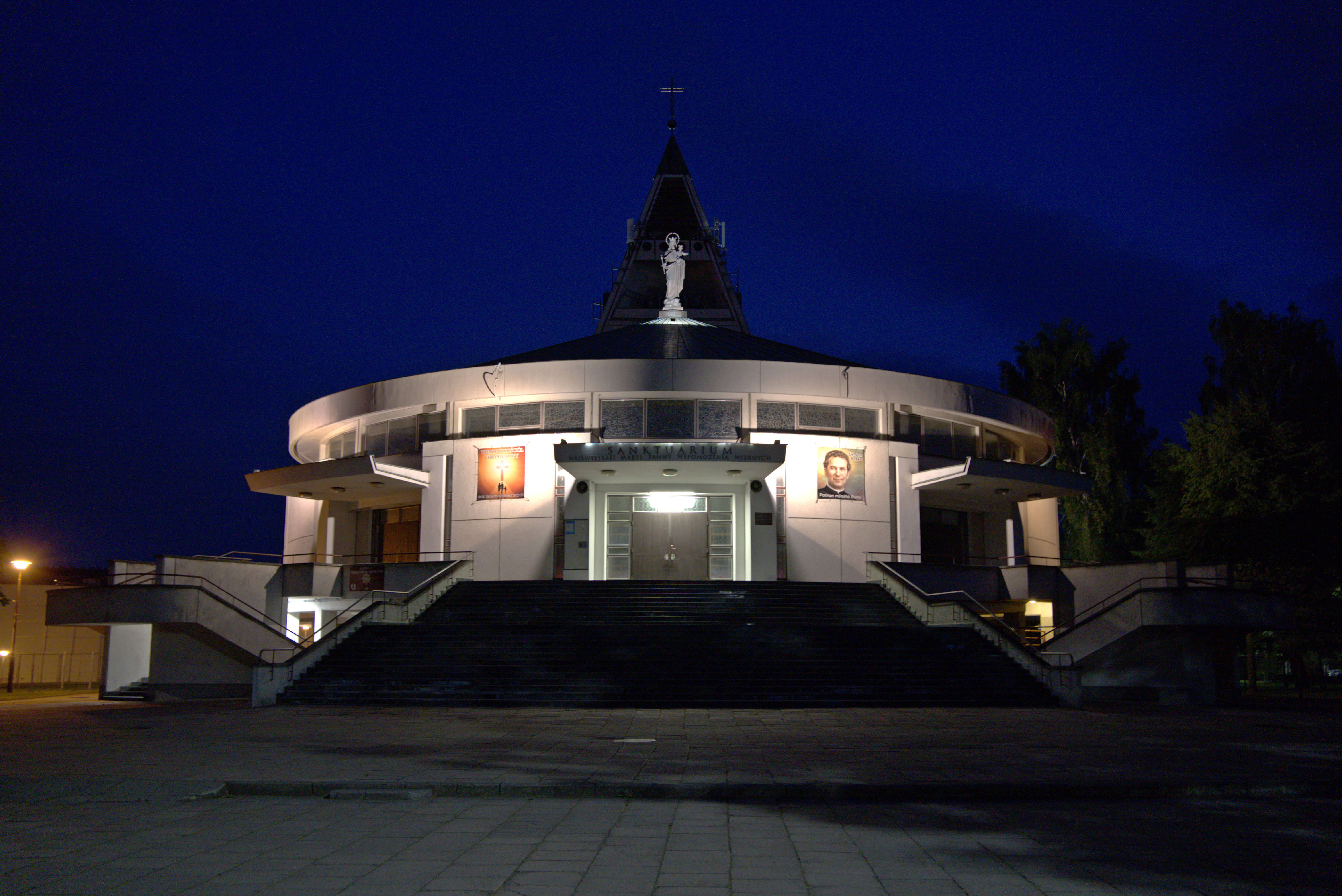
Igreja da Bem-aventurada Virgem Maria Auxiliadora dos Cristãos
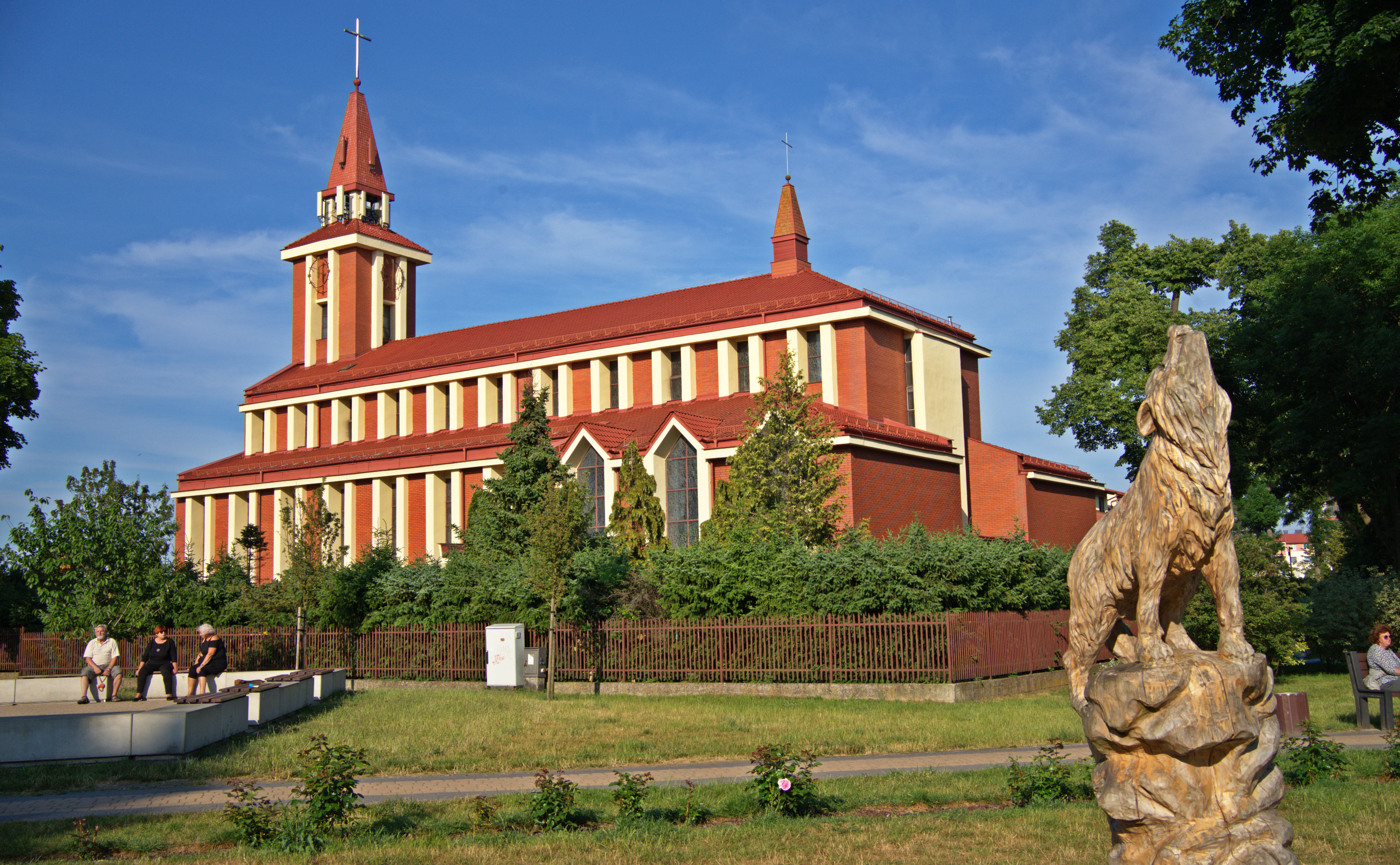
Igreja de São João Câncio em Janów
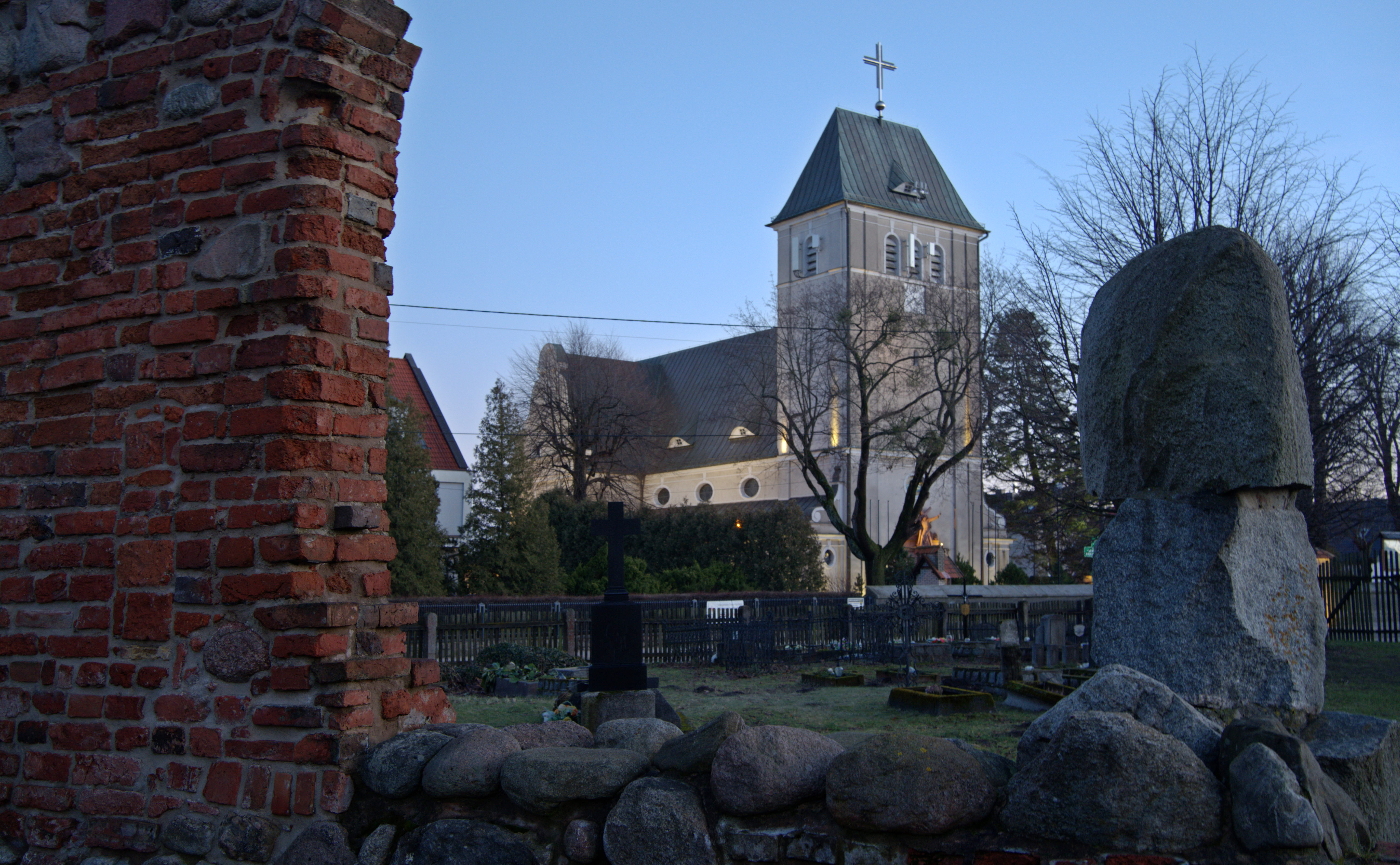
Igreja da Exaltação da Santa Cruz em Stara Rumia
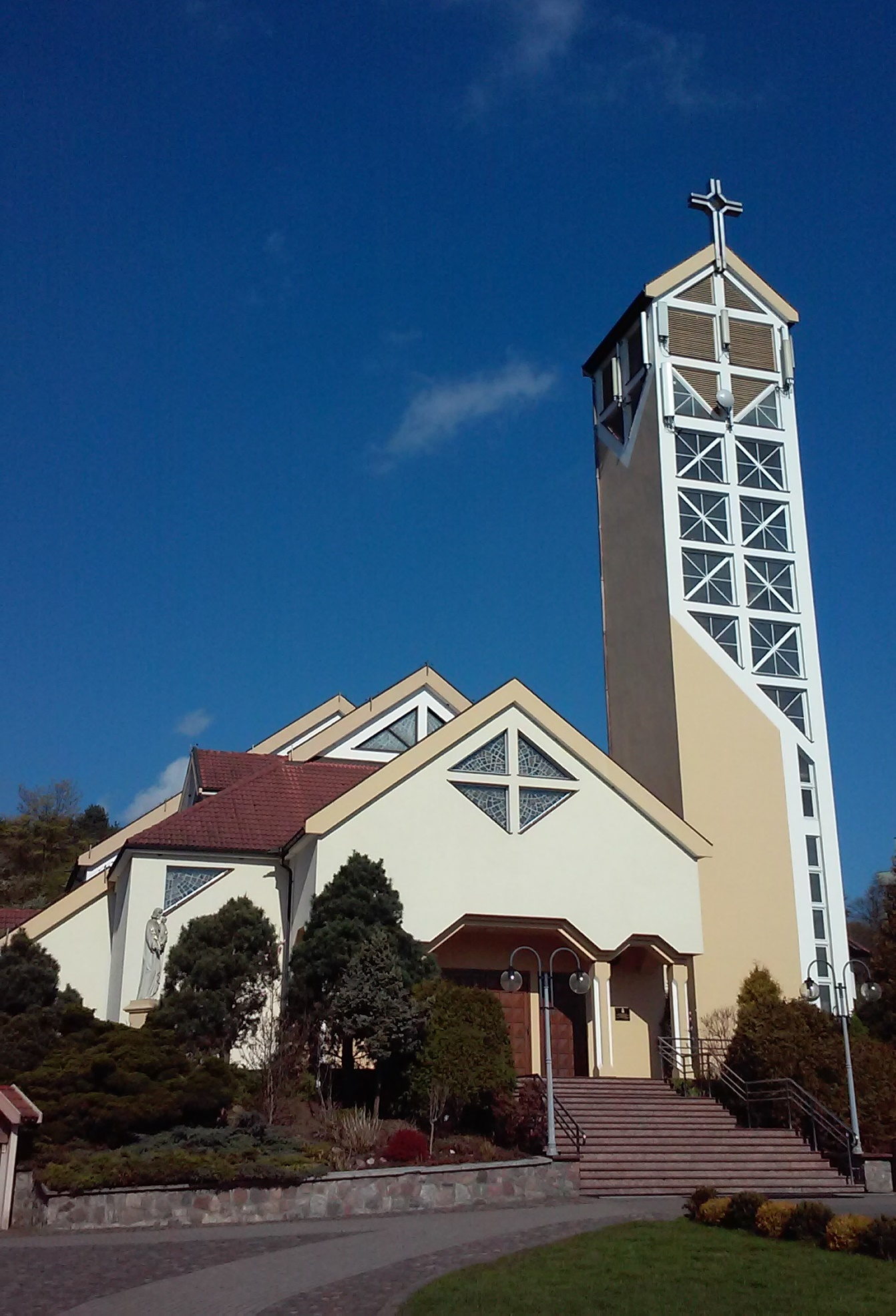
Igreja de São José e São Judas Tadeu em Zagórze

## Administração
Rumia é uma comuna urbana. O conselho municipal local tem 21 conselheiros. A cidade é membro das seguintes organizações: Associação de Cidades Polonesas, Associação Comunal de Comunas do “Vale dos rios Reda e Chylonka”, Associação de Transporte Metropolitano do Golfo de Gdansk e Associação de Turismo “Ziemia Wejherowska”.